# 拳銃の報酬
『拳銃の報酬』（けんじゅうのほうしゅう、Odds Against Tomorrow）は、1959年に公開されたフィルム・ノワール映画。監督兼製作はロバート・ワイズ。主演はハリー・ベラフォンテ。音楽はジョン・ルイスが担当した 。
脚本はウィリアム・P・マッギヴァーンの小説『明日に賭ける』を基にエイブラハム・ポロンスキーが執筆したが、当時「赤狩り」による下院非米活動委員会のブラックリストに登録されていたことからジョン・オリバー・キレンズが代わりにクレジットされた。その後、ポロンスキーの名は全米脚本家組合により1996年の再公開からクレジットされるようになっている。

## キャスト
| 役名                 | 俳優                         | 日本語吹替                                              |
| 役名                 | 俳優                         | NET版                                                   |
| -------------------- | ---------------------------- | ------------------------------------------------------- |
| ジョニー・イングラム | ハリー・ベラフォンテ         | 小林昭二                                                |
| スレイター           | ロバート・ライアン           | 若山弦蔵                                                |
| ローリー             | シェリー・ウィンタース       | 富永美沙子                                              |
| バーク               | エド・ベグリー               | 北山年夫                                                |
| ヘレン               | グロリア・グレアム           | 杉田郁子                                                |
| バーコ               | ウィル・クルヴァ             | 島宇志夫                                                |
| ルース               | キム・ハミルトン             | 北浜晴子                                                |
| アーニィ             | メイ・バーンズ               | 遠田百合子                                              |
| ココ                 | リチャード・ブライト         | 仲村秀生                                                |
| キティ               | カルメン・デ・ラバレイド     | 北川智恵子                                              |
| モリアリティ         | ルー・ギャロ                 | 小林清志                                                |
| エディ               | ロイス・ソーン               | 谷口真由美                                              |
| バーの兵隊           | ウェイン・ロジャース         | 野田圭一                                                |
| バーの女の子         | ゾーラ・ランパート           |                                                         |
| 警察長               | アレン・ノウス               |                                                         |
| 以下はノンクレジット |                              |                                                         |
| ガリー               | ポール・ホフマン             | 富山敬                                                  |
| クラブ従業員         | ロバート・アール・ジョーンズ | 村松康雄                                                |
| カノイ               | フレッド・J・スコレイ        | 緑川稔                                                  |
| エレベーター係       | メル・スチュワート           | 寺田彦右                                                |
| バーテンダー         | ビル・ザッカート             | 内海賢二                                                |
| その他               | N/A                          | 仲木隆司 藤本譲 浅井淑子                                |
| 日本語版スタッフ     |                              |                                                         |
| 演出                 | 演出                         | 小林守夫 中村忠康                                       |
| 翻訳                 | 翻訳                         | 木原たけし                                              |
| 効果                 | 効果                         | 芦田公雄 大橋勝次                                       |
| 調整                 | 調整                         | 前田政信                                                |
| 制作                 | 制作                         | 東北新社                                                |
| 解説                 | 解説                         | 淀川長治                                                |
| 初回放送             | 初回放送                     | 1967年7月23日 『日曜洋画劇場』 21:00-23:00 正味95分46秒 |